# Armée russe durant la guerre patriotique
Pour un article plus général, voir Campagne de Russie (1812).
Ce qui suit est la composition de l’Armée impériale russe durant la guerre patriotique, pendant les guerres de la Sixième Coalition de 1812. Le commandant en chef de cette armée est le Prince Koutouzov. Le chef d’État-major est le général Benningsen.

## Organisation en 1812
Environ 280 000 Russes sont déployés sur la frontière polonaise (en préparation de l’invasion prévue du satellite français qu’était le Grand-Duché de Varsovie). Au total, l’armée russe compte environ 500 000 hommes (certaines estimations descendent jusqu’à 350 000, tandis que d’autres vont jusqu’à 710 000, un nombre aux alentours de 400 000 semble plus crédible), au début de la guerre. Ceux-ci se répartissent en trois armées :
- la Première armée de l’ouest commandée par le général Mikhail Barclay de Tolly : six corps d’armée d’infanterie, trois de cavalerie de réserve, dix-huit régiments de cosaques : quelque 159 800 hommes et 558 pièces d’artillerie[1],
- la Deuxième armée de l’ouest (commandée par le général Bagration) : deux corps d’armée d’infanterie, un de cavalerie de réserve, neuf régiments de cosaques du Don : 62 000 hommes et 216 pièces d’artillerie[1],
- la Troisième armée de l’ouest (ou d’observation), (commandée par le général Tormassov) : trois corps d’armée d’infanterie, un de cavalerie de réserve, neuf régiments de cosaques : 58 200 hommes et 168 pièces d’artillerie[1].

Deux corps de réserve, un de 65 000 hommes et un autre de 47 000 hommes, soutiennent ces trois armées. D’après ces chiffres, l’armée russe qui fait immédiatement face à Napoléon compte quelque 392 000 hommes. De plus, la paix est assurée avec la Suède et l’Empire ottoman pour Saint-Pétersbourg, ce qui libère plus de 100 000 hommes, (du Corps de Finlande de Steingell et de l’Armée du Danube de Tchitchagov). Des efforts sont faits pour grossir les armées russes et, en septembre, l’effectif est porté à environ 900 000, sans compter les unités cosaques irrégulières, qui apportent probablement 70 000 ou 80 000 hommes au total.

### Infanterie
Le régiment. Ils étaient composés de la manière suivante : un colonel, un lieutenant-colonel, 4 majors, 5 capitaines, 14 lieutenants, 15 sous-lieutenants, 13 aspirants et 420 sous-officiers, 660 grenadiers et 1315 mousquetaires en temps de guerre.
Comme combattants : 53 officiers, 420 sous-officiers et environ 2 000 soldats. Mais les grenadiers étaient formés en régiments à part et il y avait une partie du régiment laissée au dépôt. Ce qui fait que pour la bataille, chaque régiment comptait que les deux bataillons de mousquetaires. Les régiments de la garde comptaient, eux, trois bataillons.
La division normale. Une division "normale" comptait dans ses rangs 4 régiments d’infanterie, deux régiments de chasseurs et une compagnie d’artillerie lourde plus deux légères. Un régiment de hussards était adjoint à une division, ou parfois remplacé par des Cosaques réguliers.

### Cavalerie
L’élément de base est l’escadron. Il comptait 179 cavaliers pour la cavalerie de ligne. Dans la Garde, le nombre est généralement plus élevé qui approcherait 200 hommes.

### L’artillerie
- La compagnie lourde. 8 pièces de 12 livres et 4 licornes de 20 livres pour un total de 12 pièces
- La compagnie légère. 8 pièces de 6 livres et 4 licornes de 10 livres pour un total de 12 pièces
- La compagnie à cheval. 6 pièces de 6 livres et 4 licornes de 10 livres pour un total de 12 pièces (la batterie pouvait être subdivisée en deux demi-batteries de 6 pièces)
- Artillerie de la Garde: 16 pièces (lourde, légère ou à cheval)

## La Deuxième armée de l’Ouest
La deuxième armée de l’Ouest est sous le commandement de Pierre de Bagration.

### 7eCorps
Le Corps est sous le commandement de N.N. Raïevski.

#### 26edivision
La division est sous le commandement du général Paskevitch
- Régiment d'infanterie de Ladoga
- Régiment d'infanterie de Poltava
- Régiment d'infanterie de Nijni-Novgorod
- Régiment d'infanterie d'Orel
- 5e régiment de chasseurs
- 42e régiment de chasseurs

- 26e compagnie d’artillerie lourde et les compagnies d’artillerie légère 47 et 48.

#### 12edivision
La division est sous le commandement Kolyoubakine
- Régiment d'infanterie de Narva
- Régiment d'infanterie de Smolensk
- Régiment d'infanterie de Nouvelle Ingrie
- Régiment d'infanterie d'Alexopol
- 6e régiment de chasseurs
- 41e régiment de chasseurs
- Régiment des hussards d'Akhtyrski. 8 escadrons.
- 12e compagnie d’artillerie lourde et les compagnies d’artillerie légère 22 et 23. Ainsi que la compagnie à cheval no 8.

### 8eCorps
Le Corps est sous le commandement de Borozdine.

#### 27edivision
La division est sous le commandement Névérovski
- Régiment d'infanterie de Vilna
- Régiment d'infanterie de Simbirsk
- Régiment d'infanterie d'Odessa
- Régiment d'infanterie de Tarnopol
- 49e régiment de chasseurs
- 50e régiment de chasseurs

#### Division de grenadiers réunis Vorontsov
La division est sous le commandement du général Vorontsov
Régiments de grenadiers réunis des 2e, 7e, 12e, 20e, 21e, 24e et 26e divisions. Deux bataillons par division.

#### Division de grenadiers réunis Prince Karl de Mecklembourg
La division est sous le commandement du Prince Karl de Mecklembourg
- Régiment de grenadiers de Kiev. Deux bataillons.
- Régiment de grenadiers de Moscou. Deux bataillons.
- Régiment de grenadiers d'Astrakhan. Deux bataillons.
- Régiment de grenadiers de Fanagorie. Deux bataillons.
- Régiment de grenadiers de Sibérie. Deux bataillons.
- Régiment de grenadiers de Petite Russie. Deux bataillons.
- 11e compagnie d’artillerie lourde et les compagnies d’artillerie légère 20 et 21.

#### 2edivision de cuirassiers
La division est sous le commandement du général Duka
- Régiment de cuirassiers d'Ekaterinoslav. 4 escadrons.
- Régiment de cuirassiers de l'Ordre militaire. 4 escadrons.
- Régiment de cuirassiers de Gloukov. 4 escadrons.
- Régiment de cuirassiers de Nouvelle Russie. 4 escadrons.
- Régiment de cuirassiers de Novgorod. 4 escadrons.

### 4eCorps de cavalerie
Le Corps est sous le commandement de Sievers.
- Régiment des dragons de Kharkov. 4 escadrons.
- Régiment des dragons de Tchernigov. 4 escadrons.
- Régiment des dragons de Kiev. 4 escadrons.
- Régiment des dragons de Nouvelle Russie. 4 escadrons.
- Lanciers lituaniens. 8 escadrons.
- 10e compagnie d’artillerie à cheval. 4e compagnie de pontonniers. Une compagnie de pionniers.

Les cosaques d’Ilowaïski :
- 4 régiments de cosaques d’Ilowaïski
- Régiment de cosaques du Boug
- Régiment de cosaques de Mussarev
- Régiment de cosaques de Syssoiev
- Régiment de cosaques de Karpov
- Régiment de cosaques d’Andréïnov

## La Troisième armée de l’Ouest
La troisième armée de l’Ouest est sous le commandement de Tormassov.